# Глизе 581
Гли́зе 581 (англ. Gliese 581), HO Весов (лат. HO Librae) — одиночная переменная звезда в созвездии Весов на расстоянии приблизительно 20 световых лет (около 6,3 парсек, или 189 триллионов километров) от Солнца, в двух градусах севернее β Весов. Видимая звёздная величина звезды — от +10,58m до +10,56m. Возраст звезды оценивается как около 4,1 млрд лет.
Глизе 581 находится в списке ста ближайших к Солнечной системе звёзд. Вокруг звезды обращается, как минимум, три планеты.

## Название
По состоянию на 2010 год этой звезде не было присвоено собственного имени — название Глизе 581 указывает на её принадлежность к каталогу Глизе, который был составлен немецким астрономом Вильгельмом Глизе в 1969 году и включает в себя звёзды в пределах 25 парсек от Солнца.
Другое распространённое имя, Вольф 562, — обусловлено тем, что эта звезда в связи с относительной близостью к Солнцу обладает значительным собственным движением и включена в Каталог звёзд с большим собственным движением, составленный пионером астрофотографии немецким астрономом Максом Вольфом.
Обозначения Глизе 581 в других каталогах не имеют широкого распространения.

## Характеристики
Глизе 581 — красный карлик, вращающаяся переменная звезда типа BY Дракона (BY) спектрального класса M2,5V, или M3V. Масса — около 0,319 солнечной, радиус — около 0,39 солнечного, светимость — около 0,013 солнечной. Эффективная температура — около 3110 К.

## Описание
Масса составляет приблизительно треть массы Солнца, и сейчас считается, что эта звезда слишком массивна, чтобы принадлежать к вспыхивающим красным карликам. Глизе 581 относится к классу переменных звёзд типа BY Дракона, но наблюдаемые долговременные изменения светимости, которые могут быть вызваны наличием пятен на видимой поверхности, остаются на уровне ошибок наблюдений — то есть незначительны. Изменения светимости (около 0,007m, что соответствует примерно 0,5 %) в течение нескольких недель, по всей видимости, указывают на собственный период вращения звезды.
За более долговременный период изменения светимости составляли 10,58m (1982) → 10,57m (1985) и 10,57m (1985) → 10,56m (1990) — то есть изменение светимости на протяжении восьми лет составляло примерно 2 %. Текущее продолжительное изменение светимости звезды может являться частью более длинного цикла активности.

## Планетная система
В 2005 году группой астрономов была открыта планета Глизе 581 b.
В 2007 году группой астрономов были открыты планеты Глизе 581 c и Глизе 581 d (не подтверждена).
В 2009 году группой астрономов была открыта планета Глизе 581 e.
В 2010 году группой астрономов были открыты планеты Глизе 581 f и Глизе 581 g (не подтверждены).

Орбиты планет в системе Глизе 581

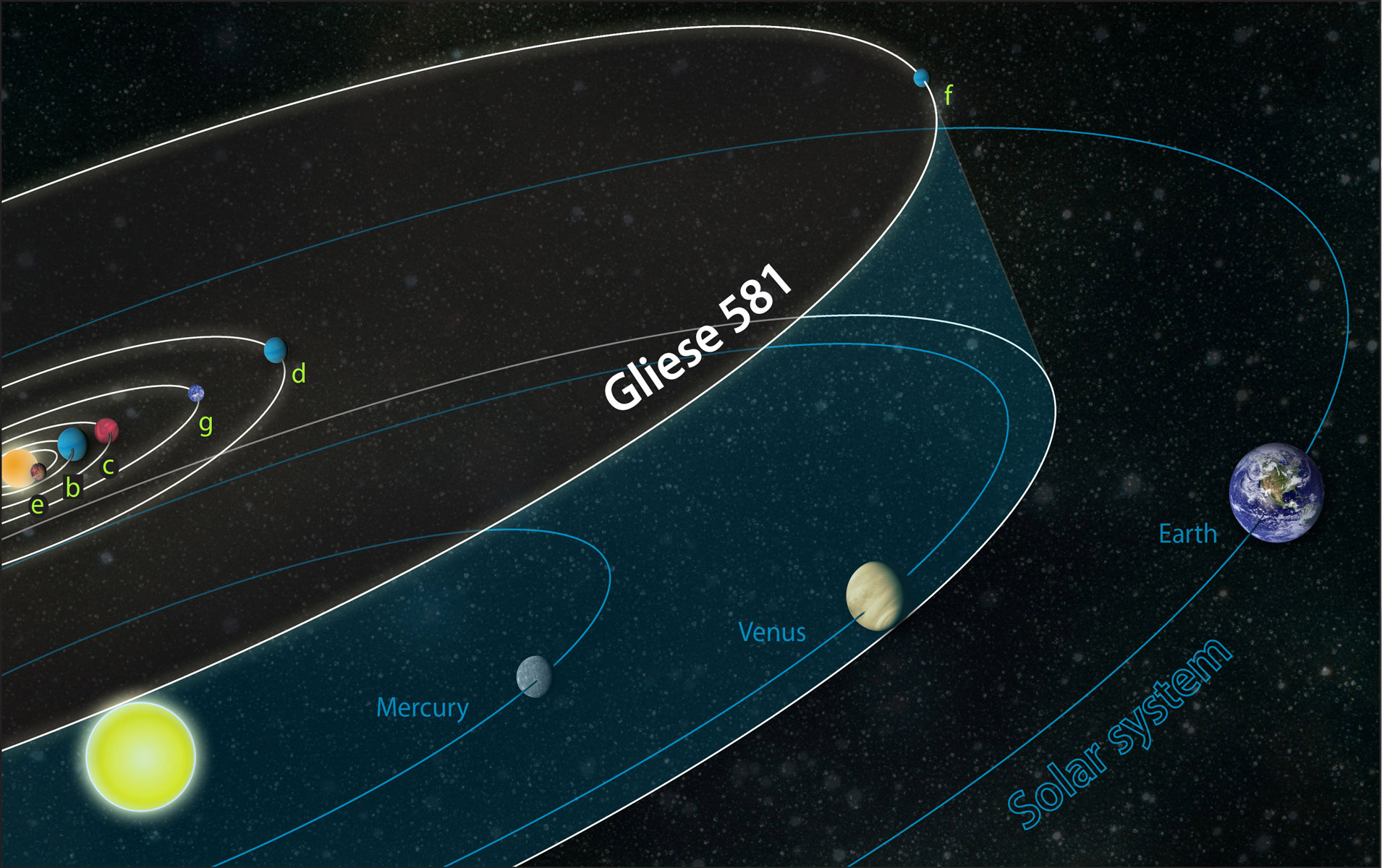
Орбиты планет Глизе 581 d и Глизе 581 g в системе Глизе 581

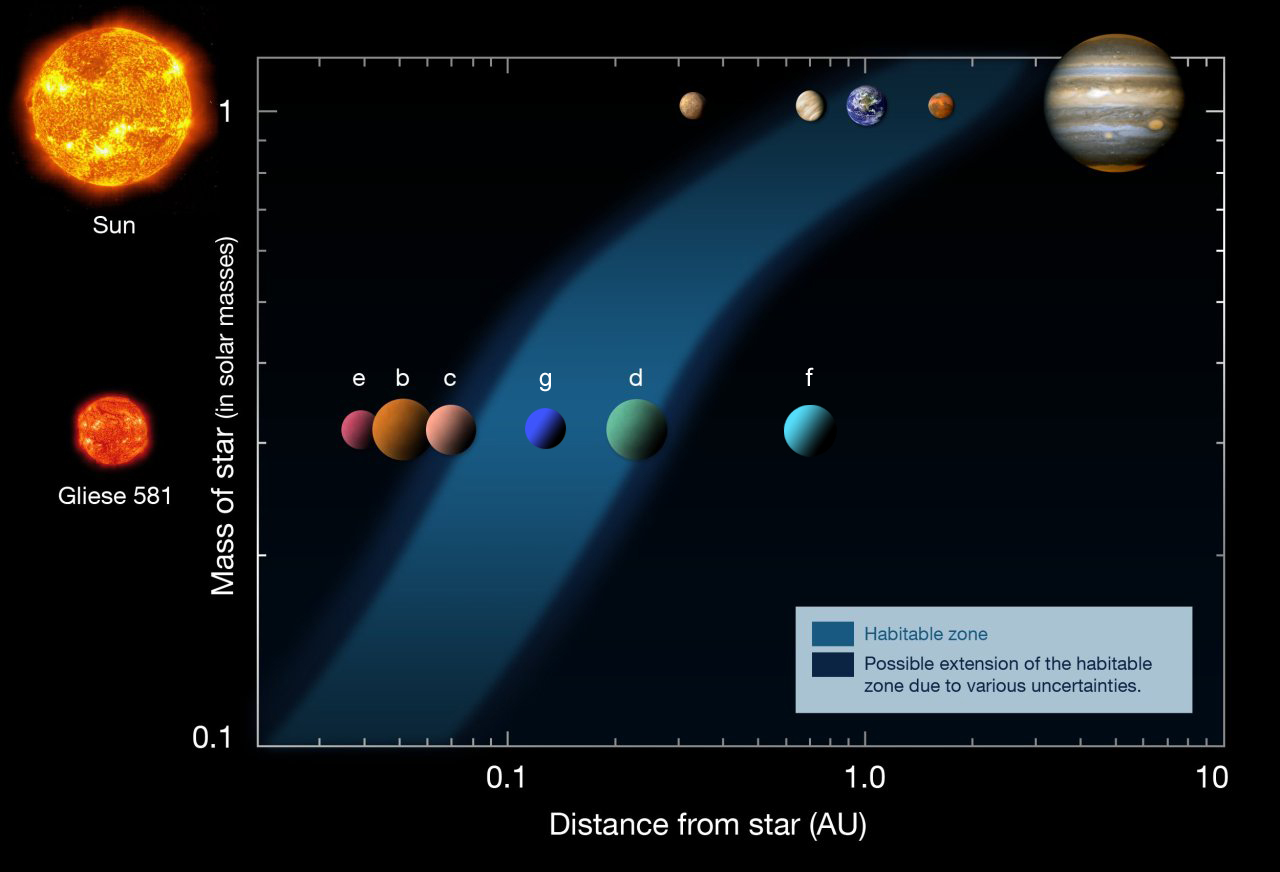
Сравнение зон обитаемости в планетных системах Солнца и Глизе 581

Эта планетная система стала широко известна тем, что определённое время предполагалось, что она имеет 3 условно-пригодные для жизни экзопланеты (на данный момент существование двух из них опровергнуто).
По состоянию на 2010 год у звезды описывалось шесть экзопланет. Главная «достопримечательность» системы — первая открытая учёными экзопланета (Глизе 581 c) в пределах обитаемой зоны центральной звезды, то есть данная планета обладает параметрами орбиты и массы, которые делают экзопланету потенциально обитаемой. В частности, для неё ускорение свободного падения может составлять 1,6 g, а температура поверхности — от минус 3 до плюс 40 °С.
Ближайшая к звезде планета в системе (Глизе 581 e) была открыта 21 апреля 2009 года и является самой маленькой по массе. Её минимальная масса — 1,9 массы Земли, период обращения вокруг звезды — 3,15 дня. Принадлежность планеты к зоне обитания вызывает очень большие сомнения — скорее всего, по параметрам условий на поверхности она может напоминать планету Венера.

### Спорные планеты
29 сентября 2010 года было объявлено об открытии четвёртой от звезды планеты Глизе 581 g. Предполагалось, что планета является второй по массе в системе и находится глубоко внутри обитаемой зоны звезды, а следовательно вода на ней может находиться в жидком состоянии. Более поздние исследования показали, что на самом деле сигнал с периодом 36 дней является артефактом обработки данных и, следовательно, планеты с данными параметрами не существует.
Однако позже были проведены новые исследования, в ходе которых были получены данные с различных наземных научных приборов, включая спектрографы HARPS на 3,6-метровом телескопе Ла Силья в Чили и HIRES на гавайском телескопе Кека. Используя метод измерения радиальных скоростей звёзд (метод Доплера), специалисты Калифорнийского института подтвердили существование планеты Глизе 581 g, отметив, что признаки существования планеты имеются и в материалах швейцарских учёных. На тот момент считалось, что Глизе 581 g входит в пятёрку экзопланет, на которых может существовать жизнь в привычной для нас форме.
В мае 2011 года численным моделированием было показано, что предполагавшаяся на тот момент планета Глизе 581 d при условии наличия в её атмосфере достаточного количества CO2 также попадает в обитаемую зону. Однако был неизвестен настоящий химический состав предполагаемой планеты — он мог оказаться мининептуном, наподобие планет Kepler-11. Кроме того, в 2012 году российский астроном из Пулковской обсерватории Роман Балуев высказал серьёзные сомнения в реальности планеты Глизе 581 d.
В июле 2014 года учёные Университета штата Пенсильвания с помощью расчётов опровергли существование планет Глизе 581 d и Глизе 581 g, заявив, что на самом деле наблюдаемые явления были артефактами звёздной активности.
В 2015 году, однако, исследователи из Лондонского университета королевы Марии и Университета Хартфордшир пришли к выводу, что использовавшийся для «закрытия» планет в 2014 году статистический метод недостаточен для учёта колебаний звёздной активности материнской звезды.

## Сигналы
В направлении созвездия Весов и планетной системы Глизе 581, начиная с 1962 года, с Земли систематически посылались радио- и лазерные сигналы (в общей сложности четыре раза: в 1962, 1966, 2008 и 2009 годах) в сторону потенциально обитаемых экзопланет. Причём в трёх из четырёх случаев это было организовано и осуществлено советскими и российскими астрофизиками.
В 2010 году источником слухов о фиксации Рагбиром Бхаталом сигнала из окрестностей Gliese 581 являются средства массовой информации. На самом деле речь шла о неподтверждённом сигнале из шарового скопления 47 Тукана.

## В культуре
- В системе Глизе 581 происходят события научно-фантастической повести Павла Комарницкого «Прошедшая сквозь небеса».
- Из системы Глизе 581, с планеты «g» на Землю прилетают агрессивные инопланетяне в фильме «Морской бой»[42].
- В системе Глизе 581 происходят события фантастического романа Алексея Гравицкого «Четвёртый рейх»
- В системе Глизе 581 происходят действия в сериале «Без лица» в 1 сезоне, 3 серии.
- В фантастическом рассказе Алексея Ведёхина «Резервация» противники устоев постапокалиптичного общества переселяются на Глизе 581 g.